# جوزيف أكونجو
جوزيف أكونجو (بالفرنسية: Joseph Akongo)‏ هو لاعب كرة قدم كاميروني في مركز الهجوم، ولد في 27 نوفمبر 1977 في الكاميرون. لعب مع بنيارول.

## وصلات خارجية
- جوزيف أكونجو على موقع عالم كرة القدم.نت (الإنجليزية)